# Bataille de Montdidier (1918)
Première Guerre mondiale
Batailles
Front d'Europe de l’Ouest
- Liège (8-1914)
- Namur (8-1914)
- Frontières (8-1914)
- Anvers (9-1914)
- Grande Retraite (9-1914)
- Marne (9-1914)
- Course à la mer (9-1914)
- Yser (10-1914)
- Messines (10-1914)
- Ypres (10-1914)
- Givenchy (12-1914)
- 1re Champagne (12-1914)
- Hartmannswillerkopf (1-1915)
- Neuve-Chapelle (3-1915)
- 2e Ypres (4-1915)
- Colline 60 (4-1915)
- Artois (5-1915)
- Festubert (5-1915)
- Quennevières (6-1915)
- Linge (7-1915)
- 2e Artois (9-1915)
- 2e Champagne (9-1915)
- Loos (9-1915)
- Verdun (2-1916)
- Redoute Hohenzollern (3-1916)
- Hulluch (4-1916)
- 1re Somme (7-1916)
- Fromelles (7-1916)
- Arras (4-1917)
- Vimy (4-1917)
- Chemin des Dames (4-1917)
- 3e Champagne (4-1917)
- 2e Messines (6-1917)
- Passchendaele (7-1917)
- Cote 70 (8-1917)
- 2e Verdun (8-1917)
- Malmaison (10-1917)
- Cambrai (11-1917)
- Bombardements de Paris (1-1918)
- Offensive du Printemps (3-1918)
- Lys (4-1918)
- Aisne (5-1918)
- Bois Belleau (6-1918)
- 2e Marne (7-1918)
- 4e Champagne (7-1918)
- Château-Thierry (7-1918)
- Le Hamel (7-1918)
- Amiens (8-1918)
- Cent-Jours (8-1918)
- 2e Somme (9-1918)
- Bataille de la ligne Hindenburg
- Meuse-Argonne (10-1918)
- Cambrai (10-1918)

Front italien
Front d'Europe de l’Est
Front des Balkans
Front du Moyen-Orient
Front africain
Bataille de l'Atlantique
La Bataille de Montdidier fut l'une des batailles de la fin de la Première Guerre mondiale. Elle se déroula du 8 au 10 août 1918. Elle participa de la contre-offensive alliée de l'été 1918 (l'offensive des Cent-Jours) qui débuta avec la bataille d'Amiens dont elle fut l'une des composantes. 

## Contexte historique
La signature du traité de Brest-Litovsk avec la Russie permit aux Allemands de transférer des centaines de milliers d'hommes vers le front occidental. Les généraux allemands Hindenburg et Ludendorff prévoyaient de lancer plusieurs offensives concrétisant cet avantage pour le transformer en victoire avant l'arrivée en ligne des troupes américaines.
Le 21 mars 1918, l'Empire allemand lança l'opération Michael, la première d'une série d'attaques par lesquelles il espérait percer les lignes alliées en plusieurs endroits du front occidental.
L'opération Michael avait pour but de couper le front en deux en perçant l'aile droite du Corps expéditionnaire britannique pour repousser ces derniers vers les ports du Pas-de-Calais et les troupes françaises vers Paris. Après des succès initiaux, l'offensive s'enlisa devant Arras.
Un dernier effort fut tenté contre la ville d'Amiens, nœud ferroviaire vital pour les Alliés, mais l'avance allemande fut arrêtée à Villers-Bretonneux, le 4 avril, par les Australiens, appuyés par toutes les unités disponibles. 

## Prise de Montdidier par les Allemands
Le 27 mars, l'offensive allemande déferla sur le plateau du Santerre sans défense naturelle. Tilloloy et Bus-la-Mésière tombèrent aux mains de l'ennemi.
Contenu devant le massif de Boulogne-la-Grasse, les troupes allemandes s'engagèrent entre ce massif et Montdidier s'engouffrant dans une brèche entre la 3e armée du général Humbert et la 1re armée du général Debeney. La 56e division d'infanterie de réserve commandée par le général Demetz (avec notamment ses 4 bataillons d'élite dont le 65e bataillon de chasseurs à pied à Montdidier), dut combatte, de Pierrepont-sur-Avre à Roye sur un front d'une vingtaine de kilomètres. Les Allemands ayant passé l'Avre au-delà de Guerbigny obligèrent les Français à se replier vers 14 h 30. Les combats firent rage jusqu'à 18 h 30. 
On renonça à défendre Montdidier pour ne pas user les hommes dans une bataille de rues meurtrière. Les Allemands entrèrent dans la ville à 18 h 30. Néanmoins, la progression de l'ennemi était enrayée, la 56e D.I. et la 5e division de cavalerie se regroupaient à l'ouest de Montdidier et de l'Avre sans avoir perdu un seul canon. 
La 133e division d'infanterie, la 4e division de cavalerie dirigés par le général Mesplé, la 22e division d'infanterie et la 62e division d'infanterie du général Robillot prirent part aux combats. La 163e division d'infanterie défendit Moreuil.
Les combats se prolongèrent jusqu'au 30 mars. Épuisé par les efforts fournis et par des pertes considérables, l'armée allemande préféra rester sur ses positions. Pendant les mois qui suivirent, le secteur ne fut plus agité que par des attaques sporadiques de chaque camp.

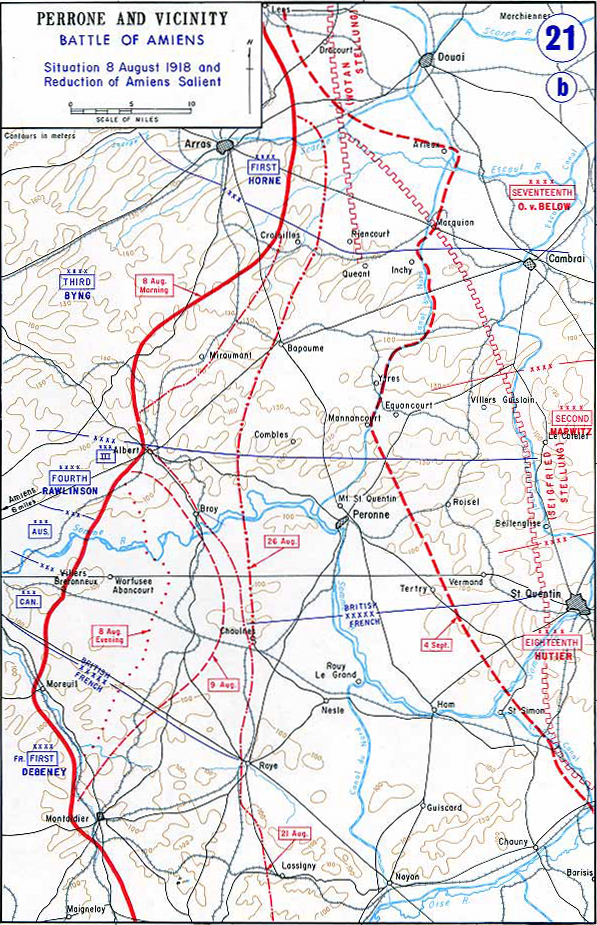
Limite extrême de l'avance allemande le 8 août 1918.

## La reprise de Montdidier par les Alliés
Le 4 août, les Allemands, prévenant l'attaque alliée, abandonnèrent une partie de leurs positions. Le 8 août débuta la contre-offensive des Alliés sur une ligne allant d'Albert à Montdidier, c'est ce qu'on appela la Bataille d'Amiens. 
Dans le secteur de Montdidier, la 3e division d'infanterie (9e corps d'armée) passa l'Avre au nord, enlevant La Neuville-Sire-Bernard et Contoire-Hamel. Le 9 août au matin, les 126e et 153e D.I. enlevaient Hangest-en-Santerre et son plateau. Le général Debeney, transporta son d'artillerie et déclencha une nouvelle attaque. Débordé par le nord et par le sud, Montdidier fut évacuée par les Allemands, dans le plus grand désordre, menant des combats pour retarder l'avance française. La ville fut définitivement aux mains des Français à midi. Le 10 août, l'armée Debeney avançait vers l'est. L'ennemi battait en retraite.
L'issue de la bataille favorable aux Alliés permit la réouverture de la ligne de chemin de fer Amiens-Paris. Cependant, jusqu'à la retraite allemande du 17 août 1918, Montdidier subit des bombardements de l'armée allemande.
- MONTDIDIER 1918 est inscrit sur le drapeau des régiments cités lors de cette bataille.